# 硫酸ルビジウム
硫酸ルビジウム（りゅうさんルビジウム、rubidium sulfate）は組成式Rb2SO4で表されるルビジウムの硫酸塩である。

## 製法
炭酸ルビジウムを希硫酸に溶解し、濃縮すると結晶が析出する。
{\displaystyle {\ce {Rb2CO3\ + H2SO4 -> Rb2SO4\ + CO2\ + H2O}}}
また硝酸ルビジウムに硫酸を加えて蒸発乾固し硝酸を追い出すと得られる。
{\displaystyle {\ce {2RbNO3\ + H2SO4 -> Rb2SO4\ + 2HNO3}}}

## 性質
無色結晶であり水に易溶であるが、エタノール、アセトンおよびジエチルエーテルにはほとんど不溶である。
室温では斜方晶系の結晶であり、その格子定数はa=5.95Å、b=10.43Å、c=7.81Åであり、単位格子中に8個のルビジウムイオンと4個の硫酸イオンが含まれる。また653℃以上では六方晶系に相転移する。
アルミニウム(III)、ガリウム(III)、マンガン(III)など3価の金属イオンと複塩（明礬）RbM(SO4)2·12H2Oを形成する。